# Historia de Dubái
La primera población humana establecida en Dubái data aproximadamente del 3000 a. C., época en el que el área estuvo habitada por pastores de ganado nómadas. Entre los siglos III y VII d. C. el área estuvo bajo el control del Imperio sasánida, hasta su conquista por parte del Califato Omeya, que introdujo Islam. La economía de la zona estuvo sostenida por la pesca y la búsqueda de perlas durante mil años. Los primeros registros históricos de la ciudad comienzan en 1799, cuando el clan Bani Yas estableció su independencia de Abu Dabi. Dubái se convirtió en un reino en 1833, cuando la dinastía Al-Maktoum del clan Bani Yas (originaria de Abu Dhabi) la tomó de forma pacífica. La invención de las perlas artificiales en 1926 y la Gran Depresión en 1929 causó el colapso del mercado internacional de perlas por lo que el emir de Dubái, el jeque Saeed bin Maktoum, buscando una fuente alternativa de ingresos invitó a comerciantes indios e iraníes a establecerse allí sin pagar impuestos, haciendo de Dubái uno de los puertos líderes del mundo en reexportaciones. El descubrimiento de petróleo en 1966 cambió el país completamente.

## Historia temprana

### 7000 a.C. –sigloVII
Apenas hay registros previos al siglo XVIII del área donde el emirato de Dubái está situado en la actualidad.
Durante los trabajos de expansión de la carretera Sheikh Zayed Road entre 1993 y 1998 fueron descubiertos restos de un manglar datado en torno al 7000 a. C. Se cree que hacia el 3000 a. C. la línea de costa se movió lo suficiente hacia donde se encuentra ahora como para que el área se llenase de arena.
Según se volvía más inhabitable, los pastores nómadas usaron la zona para vivir y pastar. La palmera datilera empezó a crecer localmente en el 2500 a. C., siendo el primer caso de la utilización de la tierra para usos agrícolas en Dubái. Los pastores adoraban al dios Bajir. varias evidencias sugieren vínculos con la misteriosa civilización Magan, que se piensa controlaba el comercio de cobre en esta parte del mundo antiguo y de la cual hay son yacimientos arqueológicos en Baréin.
Durante los siguientes 2000 a 2700 años no hay más detalles, probablemente debido a la desertificación y lejanía e insignificancia del territorio, hasta que el área fue anexionada por la satrapía Maka, lamás austral del Imperio aqueménido, y luego por el Imperio sasánida, el último imperio iraní preislámico, varios siglos más tarde en el siglo III d. C. Excavaciones recientes en Jumeirah han revelado una estación de caravanas del siglo VI, sugiriendo los pobladores de esta zona mantenían buenas relaciones comerciales.

### Siglos VII a XIX

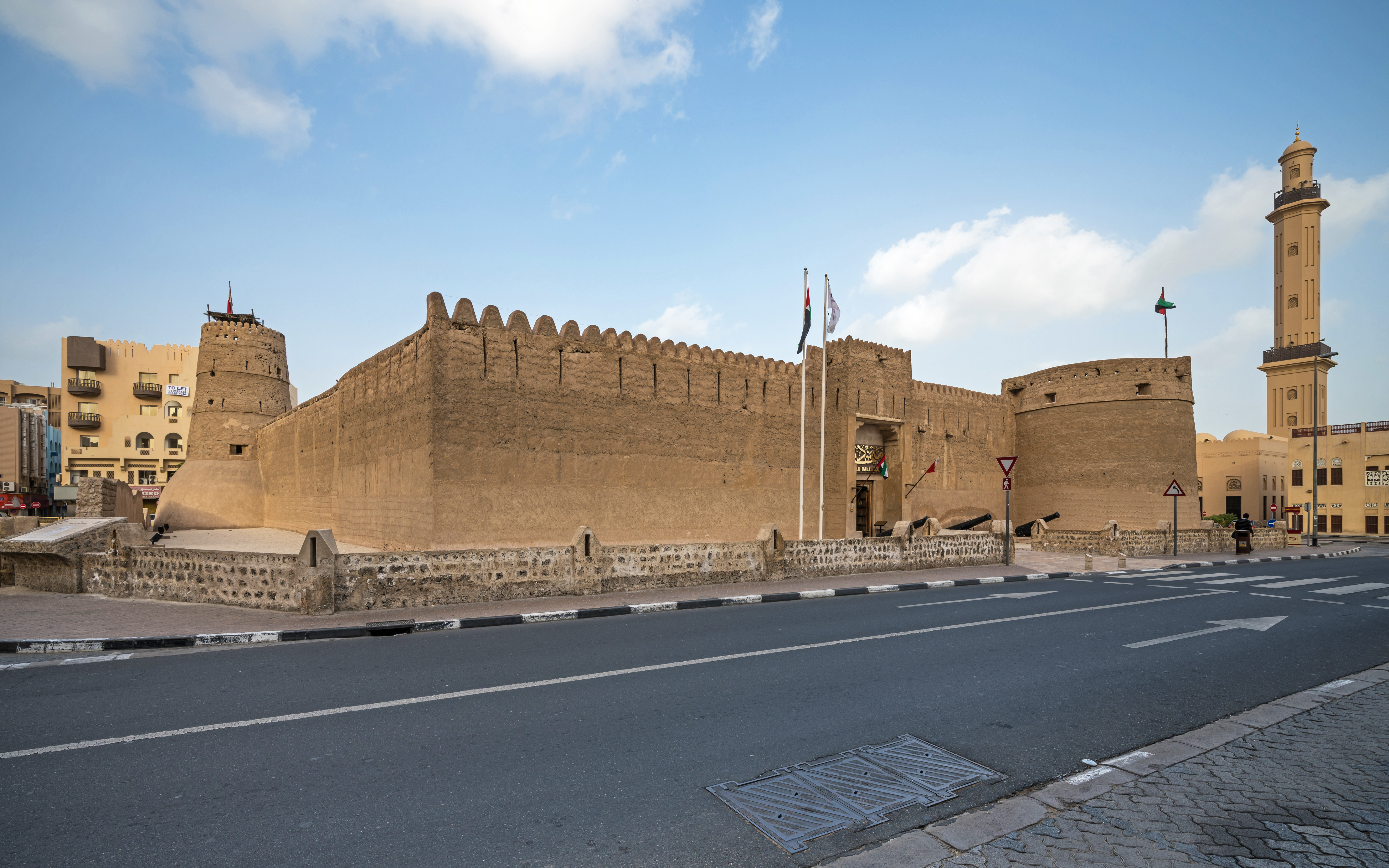
Construido en 1787, el fuerte Al Fahidi es el edificio más antiguo que existe en Dubái.

Los Omeyas, considerados la primera dinastía musulmana, introdujeron el islam en el área en el siglo VII y revitalizaron el área, abriendo rutas comerciales apoyadas en la pesca y la búsqueda de perlas con regiones orientales en las que hoy en día se encuentran Pakistán e India, con informes de barcos que comer iaban con países tan lejanos como China. El escrito más antiguo que menciona el área de Dubái es de 1095, por Abū 'Ubayd 'Abd Todoāh al-Bakrī, en su Mojam Ma Ostojam hombres Asmae Al belaad wal Mawadhea, en el que compila descripciones de otros autores de muchos lugares del mundo.  No será hasta 1799 que la ciudad tuvo su primer registro histórico. Aun así, el veneciano Gasparo Balbi, un renombrado mercader de perlas, remarcó tras una visita en 1580 la cantidad de venecianos que trabajaban allí en la industria de la perla.

## 1800–1966

### 1800–1912
A principios del siglo XIX la dinastía Al Abu Falasa (parte de la Casa de Al-Falasi) de la tribu Bani Yas estableció Dubái, que se mantuvo como territorio de Abu Dhabi hasta 1833. El 8 de enero de 1820, el jeque de Dubái y otro jeques de la región firmaron el "Tratado General de Paz Marítima" con el gobierno británico, con el objetivo de acabar con el saqueo y la piratería en la región y que fue la primera denuncia formal del comercio de esclavos de la historia. Aun así, en 1833 la dinastía Al Maktoum (también descendientes de la Casa de Al-Falasi) de la tribu Bani Yas abandonó Abu Dhabi y, sin que se opusiera resistencia, tomó Dubái de manos del clan Abu Falasa, dirigido por Maktoum bin Butti, fundador de la dinastía al-Maktoum. En 1841 la ciudad sufrió un brote de viruela que forzó a muchos a mudarse al este de la ciudad de Deira. 
En 1853, en un nuevo intento de parar la piratería, el gobierno británico firmó otra tregua, acordando no inmiscuirse en la administración de la región a cambio de una reducción de la piratería. Por ello el área pasaría a ser conocida con el nombre de Estados de la Tregua.
En 1894 un incendio barrió Deira, calcinando la mayoría de las casas; aun así, su posición geográfica y prósperos negocios posibilitaron la reconstrucción de la ciudad. El éxito del área llevó al jeque Maktoum a firmar un acuerdo exclusivo de negocios con los británicos en 1892, haciendo de Dubái un protectorado británico, y concediendo en 1884 una completa exención de impuestos para todos los comerciantes extranjeros. En 1903, el jeque convenció a un importante línea británica de barcos de vapor para haciesen de Dubái un puerto de referencia. Mercaderes de Bandar Lengeh se mudaron desde la orilla árabe del Golfo Pérsico a Dubái, aunque siguieron comerciando con Lingah, como siguen haciendo hoy en día muchos Dhows en Khwarr Dubayy, y nombrando su distrito Bastakiya, por la región del Bastak del sur de Persia. Para entonces casi un cuarto de la población era extranjera, población que seguiría creciendo hasta ser hoy en día en torno al 90%.

### 1912–1944
Después de varios gobernantes, el jeque Saeed bin Maktoum bin Hasher Al Maktoum, gobernante desde 1912, fue el primero en un largo tiempo en ser considerado por muchos como uno de los padres de Dubái. La industria perlera mantuvo una próspera economía hasta la Gran Depresión de 1929. La aparición de las perlas artificiales había empezado a dañar la economía de Dubái y, junto con los efectos de la depresión, obligaron al jeque a explorar otras oportunidades de expansión. En 1929, fue depuesto brevemente y reemplazado por el jeque Mani bin Rashid, un familiar. Sin embargo, tres días más tarde sería repuesto en el trono y gobernaría hasta su muerte. Esto resultó en el florecimiento de Dubái como el puerto de reexportaciones más importante, donde los bienes son importados a un puerto libre de impuestos e inmediatamente exportados a otro lugar .
Dubái ha tenido el principal almacén portuario y el puerto comercial con más trasiego del Golfo Pérsico desde 1900, con el comercio siendo la fuente principal de ingresos para el emirato. Los mercaderes dubaitíes jugaron un papel clave en la reestructuración de la economía y en las decisiones tomadas por el gobierno en el desarrollo del Dubái anterior al descubrimiento de petróleo. Hoy en día los mercaderes juegan un papel fundamental en asuntos económicos y la estructura política. Además, nuevamenta han tomado el rol de proveedores de servicios, planificadores urbanos, mediadores culturales y representantes internacionales de la región por todo el mundo.
En las décadas posteriores a 1920, Dubái sufrió económicamente debido al derrumbamiento de la industria perlera, la Gran Depresión de la década de 1930 y la pérdida de las redes de comerciales durante la Segunda Guerra Mundial. Hasta el descubrimiento de petróleo a finales de los años 60 del siglo XX la inestabilidad política y la intranquilidad comercial eran la tónica dominante y provocaron un intento organizado de subvertir el control británico y de la familia gobernante de los Al-Maktoum. La esclavitud de africanos continuó hasta la dácada de 1960. Las revueltas de 1938 en Dubái fueron la culminación de una década de agravios y rebeliones menores contra el gobierno autocrático del jeque Sa'id bin Maktum (que gobernó entre 1912 y 1958). En los años 30 del siglo XX los Estados de la Tregua estaban caracterizados por una gran pobreza causada por la debilidad de la industria perlera. La mayoría de las reformas surgieron como intentos de recuperar las condiciones económicas anteriores, siendo los líderes de estas reformas mercaderes que tuvieron éxito con el comercio de perlas. El nuevo gobierno establecido en octubre de 1938 duró tan sólo unos meses, hasta que el jeque Sa'id consiguió derrocarlo en marzo de 1939 con ayuda beduina.

### 1945–1958
Una disputa fronteriza entre Dubái y Abu Dhabi llevó a un conflicto armado entre los dos estados, con Dubái atacando varias ciudades del interior de Abu Dhabi. Un arbitraje británico de 1949 resultó en la creación de una frontera neutral desde el sur en dirección este desde la costa en Ras Hasian. No se llegó a un compromiso formal hasta 1979, ocho años después de la creación de los Emiratos Árabes Unidos.

### 1958–1966
En 1958, tras la muerte de Saeed bin Maktoum Al Maktoum, el jeque Rashid bin Saeed Al Maktoum tomó su lugar. Rashid al Maktoum Es ampliamente considerado como la fuerza impulsora detrás de la gran expansión de Dubái con el descubrimiento del petróleo. El dragado de la ría de Dubái en 1963, habilitando el atraque en su puerto a cualquier barco, creó un florecimiento de la reexportación de oro, asegurando así que Rashid bin Saeed Al Maktoum pudiera llevar a cabo la construcción de infraestructuras vitales en asociación con los británicos.
Desde el principio, Dubái mantuvo constantes desacuerdos con Abu Dhabi. En 1947, una disputa fronteriza entre Dubái y Abu Dhabi en su frontera del norte llevó a los dos países a la guerra y forzó la implicación del británico y la creación subsiguiente de una zona neutral que permitió un alto el fuego temporal. Sin embargo, las disputas fronterizas entre los dos emiratos continuaron incluso después de la formación del EAU, hasta que en 1979 se alcanzó un acuerdo formal que terminaría con las hostilidades, por el que Abu Dhabi tomó control del resto de los EAU, mientras que Dubái pudo mantener un autogobierno en muchos de sus propios asuntos, especialmente aquellos que tuvieran que ver con el comercio.

## 1966–presente

### Descubrimiento del petróleo
El punto de inflexión más importante en la historia de Dubái fue el descubrimiento de petróleo en 1966. Junto con el recientemente independiente Catar, Dubái creó una moneda nueva, el Riyal, después de la devaluación de la rupia del Golfo que había sido emitida por el gobierno de la India,  lo que le permitió expandirse y crecer rápidamente. Una vez se efectuó el primer envío de petróleo en 1969 el futuro de Dubái como estado autónomo estuvo asegurado, así como su capacidad para dictar las políticas de los EAU años más tarde.

### Formación de los Emiratos Árabes Unidos
Gran Bretaña dejó el Golfo Pérsico a principios de 1971 tras haber anunciado sus intenciones en 1968, causando que Dubái y Abu Dhabi, junto con otros cinco emiratos formaran los Emiratos Árabes Unidos. Dubái y Abu-Dhabi se aseguraron en las negociaciones de que entre ellos podrían controlar el país eficazmente. En 1973, Dubái se unió a los otros emiratos en la introducción del UAE dirham, la moneda de los EAU.
Dubái y Abu Dhabi mantienen el control de la mayoría de los EAU, que era parte de las condiciones para unirse. Para permitir esto, Abu Dhabi y Dubái son los únicos emiratos que tienen poder de veto sobre asuntos de importancia nacional, mientras que los otros solo tienen voto en tales asuntos.  Además de esto, Dubái está representado por ocho miembros en el Consejo Nacional Federal, de los cuarenta que hay en total.  Dubái y Ras al Khaimah son los dos únicos que mantienen una justicia propia, mientras que los otros son parte del sistema federal de justicia de los EAU.
La zona franca de Jebel Ali fue introducida en 1979, proporcionando a las empresas importaciones de trabajadores y exportaciones de capital sin limitaciones, que ayudó a la afluencia de compañías globales que hay hoy en día.

### 1990 - presente

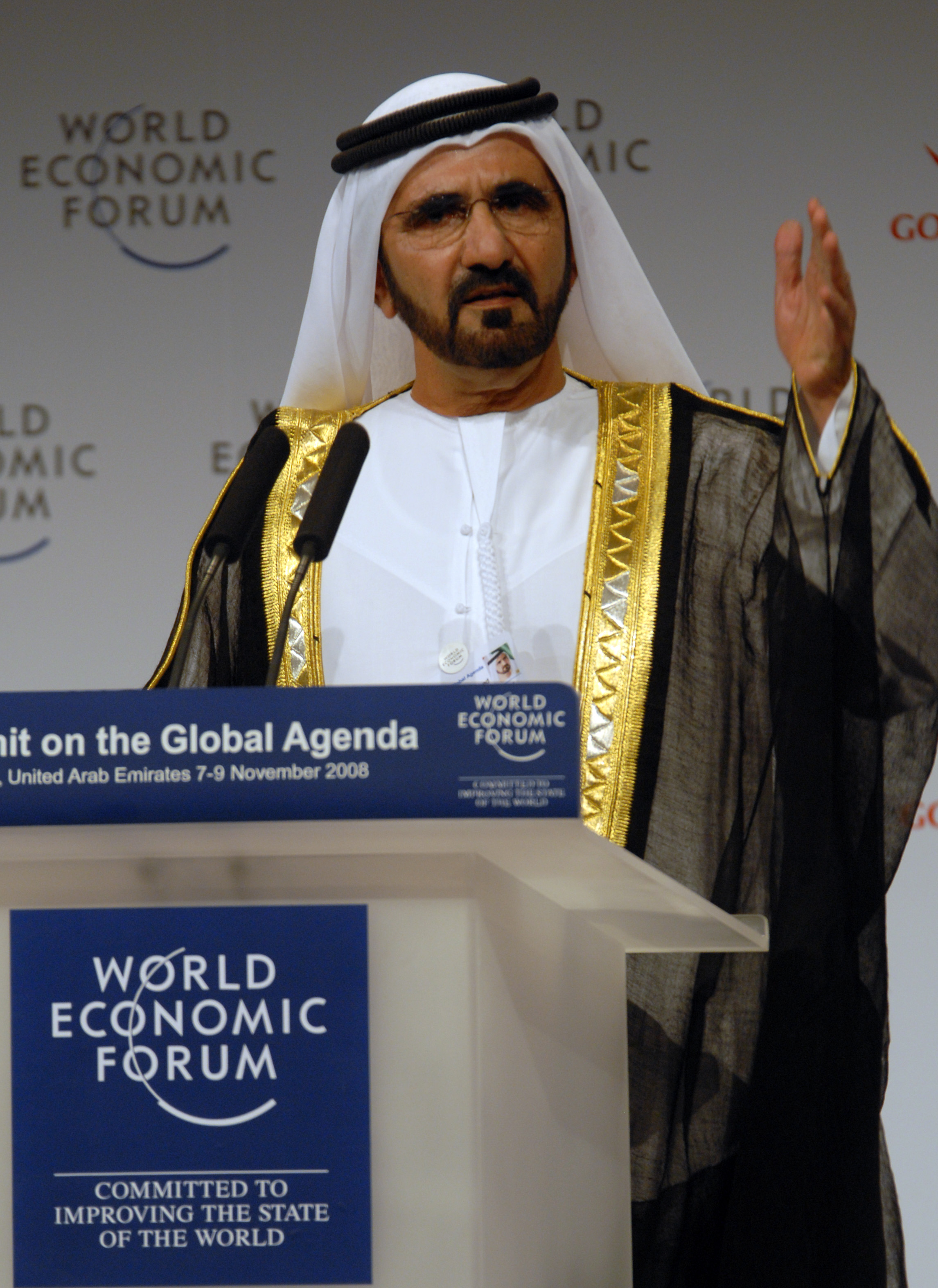
El actual Emir, Mohammed bin Rashid Al Maktoum

Tras la muerte del jeque Rashid al-Maktoum le sucedió en el trono el jeque Maktoum bin Rashid Al Maktoum. La Guerra de Golfo de 1990, en la que Dubái tomó parte junto al resto de EAU proporcionando ayuda militar a la coalición, agitó la economía; aun así, a mediados de los 90 se estabilizó y muchas compañías extranjeras movieron sus negocios a Dubái. Dubái continuó adoptando una alineación política con occidente y durante la Invasión de Irak de 2003, proporcionaron bases de reabastecimiento a las fuerzas aliadas en la zona franca de Jebel Ali, igual que hicieron durante la guerra del Golfo. 
Los aumentos globales en los precios del petróleo permitieron a Dubái centrarse en el desarrollo de infraestructura clave. Siguiendo el éxito de la zona franca de Jebel Ali se desarrollaron nuevas zonas francas, incluyendo Dubai Internet City,
un área de tecnología del internet con beneficios en la propiedad e impuestos, Dubai Media City,
una zona libre de impuestos para aumentar la presencia de Dubái en los medios de comunicación mundiales, y Dubai Maritime City, el cual tendrá muchas instalaciones, incluyendo riberas y puertos. En décadas anteriores, Dubái ha sido conocido por sus exitosas construcciones, incluyendo el Burj Al Arab, el hotel independiente más alto del mundo, Las Islas Palmera, una construcción residencial y comercial formada por tres islas artificiales con forma de palma datilera y Las Islas The World, un archipiélago artificial formado por 300 islas con forma de mapamundi y el Burj Khalifa, la estructura humana más alta del mundo. En 2006, a la muerte de jeque Maktoum al-Maktoum, su hermano, el jeque Mohammed bin Rashid al-Maktoum se convirtió en Emir, habiendo sido gobernante de facto durante una década y reconocido por su ayuda en la rápida expansión de Dubái.
La depresión económica ha alcanzado a Dubái de forma extremadamente dura, debido a su dependencia del turismo y la construcción lo que ha llevado, según reportes periodísticos, a una desaceleración de la construcción y, en algunos casos, su completa paralización.
En un esfuerzo por combatir la recesión, Dubái ha anunciado el recorte de varios impuestos con el objetivo de reincentivar los negocios en la región.
Dubái también ha estado en las noticias por sus castigos al adulterio, vistos como muy duros en el occidente, con casos en los que otros gobiernos se han visto forzados a intervenir en nombre de sus ciudadanos.

## Futuro
A pesar de la agitación internacional en torno al precio del petróleo, Dubái es ya considerada para ser el Hong Kong del Oriente Medio. Cuando el suministro mundial de petróleo se acabe o deje de ser necesario Dubái sobreviviría en un nuevo mundo libre de petróleo, a diferencia de Riad. La actividad comercial en la región de Dubái sencillamente crecería en vez de marchitarse porque Dubái ya era hace siglos un importante centro de comercio mucho antes de que se supiera de la existencia del petróleo. El acceso al comercio del emirato con Irán es similar al que tiene Hong Kong con la República Popular China debido a la exclusión de Irán por parte de la mayoría de occidente.

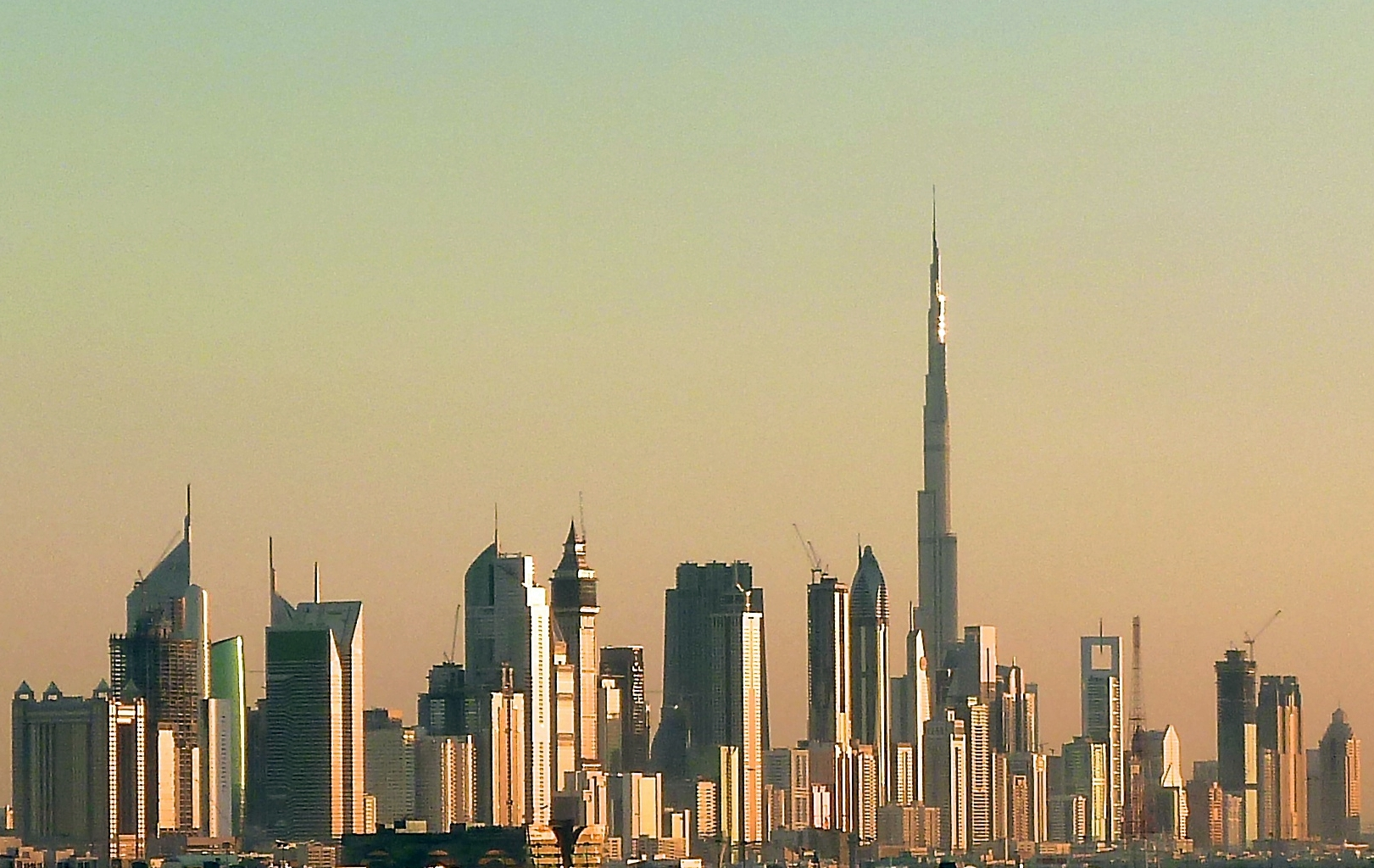
Skyline de Dubái

Durante el siglo XXI, Dubái puede que tenga que implementar políticas que la alejen de la globalización y la acerquen al ámbito local para conservar sus recursos de energéticos, proporcionar trabajos locales a los ciudadanos de los Emiratos Árabes Unidos en vez de a ciudadanos extranjeros y mantener su autoridad en la toma de decisiones. Las políticas urbanísticas serían ajustadas por el gobierno municipal de Dubái para promover la conservación de recursos y eliminar la expansión.
Mientras Dubái ha abierto sus puertas al turismo permitiendo a los no musulmanes beber alcohol y ver publicaciones eróticas, muchos de esos servicios son usados por trabajadores extranjeros.
Los últimos yacimientos petrolíferos de los EAU se acabarán hacia finales de 2029. Incluso después de que se acabe, el gobierno federal ganará el 90% de los ingresos que ganaron en 2013 gracias al turismo. A febrero de 2006, los Emiratos Árabes Unidos sólo tenían una reserva petrolífera de 44 mil millones de barriles de crudo. Utilizada correctamente y conjuntamente con combustibles alternativos, las reservas de combustible que mantendrán Dubái a flote durarían hasta finales del siglo XXI. Mantener una economía basada en el petróleo continuará manteniendo a las mujeres como ciudadanos de segunda clase sin perspectiva de ocupación o mayor posición social. El desarrollo de una mayor industria manufacturera podría crear más empleos para las mujeres, aumentando el rol que juegan las mujeres en una sociedad dominada por los hombres.

## Disputas
Además de la larga disputa entre Abu Dhabi y Dubái, ésta también estuvo implicada en una disputa con Sharjah en relación con sus fronteras legales.
Antes de que los británicos se marcharan, no había fronteras exáctas definidas entre los Estados de la Tregua; aun así, con el descubrimiento del petróleo se necesitaron marcar las fronteras para poder decidir a quién correspondían los diferentes yacimientos, siendo Gran Bretaña requerida para definir las fronteras. Mr. Tripp, agente político británico, definió los límites fronterizos entre 1956 y 1957 tras una inspección del área realizada por el oficial británico Julian Walker. Aunque los gobernantes tanto de Dubái como de Sharjah habían acordado en 1954 en aceptar las decisiones el primero se negó a aceptar la decisión. Incluso después de la formación de los EAU, ninguno de los estados habían aceptado las fronteras, por lo que el 30 de noviembre de 1976 firmaron un compromiso de arbitraje bajo la protección de la Consejo Supremo de la Federación Finalmente, el Consejo Supremo decretó que los límites realizados por Tripp debían ser definidas como las fronteras.

## Gobernantes de Dubái

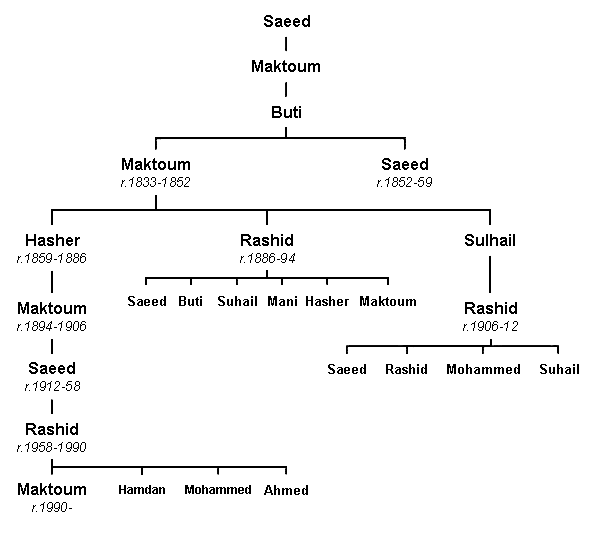
Un árbol familiar simplificado de la familia al-Maktoum.

La siguiente es una lista de gobernantes de Dubái de la dinastía Al-Maktoum desde al menos a 1833.
- ... - 9 de junio de 1833 Jeque `Ubayd ibn Said
- 9 de junio de 1833 - 1852 Jeque Maktoum I bin ti ibn Suhayl (f. 1852)
- 1852 - 1859 jeque Said I ibn Bati (f. 1859)
- 1859 - 22 de noviembre de 1886 Jeque Hushur ibn Maktoum (f. 1886)
- 22 de noviembre de 1886 - 7 de abril de 1894 Jeque Rashid I bin Maktoum (f. 1894)
- 7 de abril de 1894 - 16 de febrero de 1906 Jeque Maktoum II bin Hushur (f. 1906)
- 16 de febrero de 1906 - noviembre 1912 Jeque Bati bin Suhayl (n. 1851 - f. 1912)
- Noviembre 1912 - 15 de abril de 1929 Jeque Saeed II bin Maktum (1º vez) (n. 1878 - f. 1958)
- 15 de abril de 1929 - 18 de abril de 1929 Jeque Mani bin Rashid
- 18 de abril de 1929 - septiembre 1958 Jeque Saeed II bin Maktum (2º vez)
- Septiembre 1958 - 7 de octubre de 1990 Jeque Rashid II ibn Said Al Maktoum (n. 1912 - f. 1990)
- 7 de octubre de 1990 - 4 de enero de 2006 Jeque Maktoum III bin Rashid Al Maktoum (n. 1943 - f. 2006)
- 4 de enero de 2006–Presente Jeque Mohammed bin Rashid Al Maktoum (n. 1949)

El gobernante actual de Dubái es el jeque Mohamed bin Rashid Al Maktum. Como su predecesor, el jeque Maktoum bin Rashid Al Maktoum, es también el vicepresidente y el Primer ministro de EAU. Se formó en el Reino Unido y pasó a ser parte del gobierno diario del país. Tiene dos mujeres, la jequesa Hind bint Maktoum bin Juma Al Maktoum y Su Alteza Real la Princesa Haya bint Al Hussein, la hija del Rey de Jordania. Es ampliamente conocido por las carreras de caballos, sus donaciones caritativas y por expandir la infraestructura y economía de Dubái.